# 瓦勒朗日
瓦勒朗日（法語：Vallerange，法語發音：[valʁɑ̃ʒ]）是法国摩泽尔省的一个市镇，属于福尔巴克-布莱摩泽尔区。

## 地理
瓦勒朗日（48°57'1"N, 6°41'8"E）面积6.64 平方千米，位于法国大東部大區摩泽尔省，该省份为法国东北部内陆省份，是洛林的一部分，西南接默尔特-摩泽尔省，东临下莱茵省，北与卢森堡和德国接壤。
与瓦勒朗日接壤的市镇（或旧市镇、城区）包括：贝里格-万特朗日、贝尔默兰、格罗唐坎、阿尔普里什、莫朗日、拉克朗日。

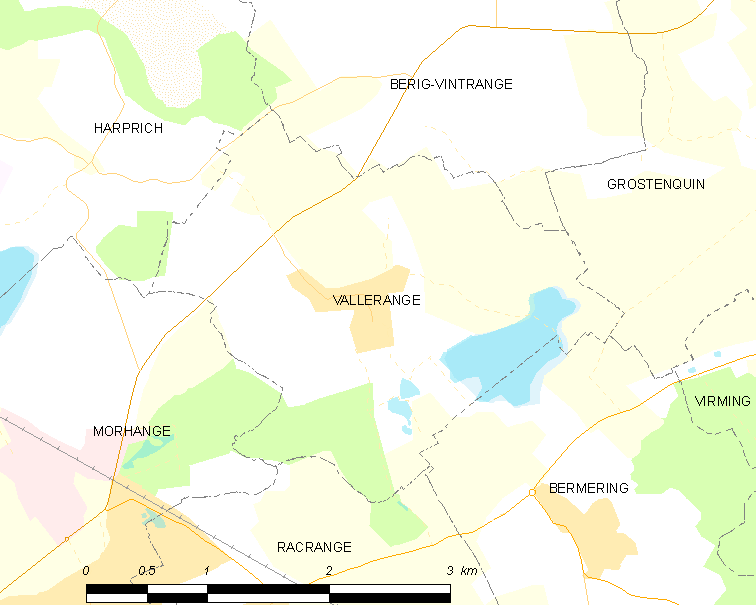
瓦勒朗日的OSM定位图

瓦勒朗日的时区为UTC+01:00、UTC+02:00（夏令时）。

## 行政
瓦勒朗日的邮政编码为57340，INSEE市镇编码为57687。

## 政治
瓦勒朗日所属的省级选区为萨拉尔布县。

## 人口

1962-2008年间瓦勒朗日人口变化图示

瓦勒朗日于2022年1月1日时的人口数量为211人。